# Premio Beatrice Hawley
Il Premio Beatrice Hawley (detto anche Beatrice Hawley Award) è un premio letterario statunitense istituito nel 1986, il premio viene assegnato dalla Alice James Books, il premio prevede la pubblicazione di un manoscritto-libro e un premio in denaro (attualmente 2000 $).
Il premio è stato istituito nel 1986 per onorare una socia cooperatrice, l'autrice Beatrice Hawley (Making the House Fall Down, 1977), che morì nel 1985 a 41 anni di età per cancro ai polmoni. Il premio è un premio offerto alla pubblicazione a livello nazionale, aperto a poeti in qualsiasi fase della loro carriera.
Il primo premio è stato assegnato Linnea Johnson, per The Chicago Home. I vincitori del premio hanno ricevuto l'attenzione nazionale e gli onori per le loro opere vincitrici, in particolare, Brian Turner, per Here, Bullet, che ha ricevuto l'attenzione dei media nazionali e internazionali. Turner ha ricevuto numerosi premi e onorificenze per il suo lavoro, tra cui nel 2006 il Lannan Literary Fellowship, il Northern California Book Award nella Poesia, il PEN Center USA "Best in the West" Literary Award nella Poesia, nel 2007 il NEA Literature Fellowship nella Poesia, il Poets Prize, e nel 2009 il Amy Lowell Poetry Traveling Scholarship.
Catherine Barnett (Into Perfect Spheres Such Holes Are Piereced, 2003) gli è stato assegnato il premio Glasgow nel 2004, il premio per scrittori emergenti, il Whiting Award, e un Guggenheim Fellowship. Mary Szybist (Granted, 2003) è stata premiata nel 2004 con il Great Lakes Colleges Association New Writers Award, e nel 2003 è stato finalista al National Book Critics Circle Award. B. H. Fairchild (The Art of the Lathe, 1997), nel 1998 è stato finalista al National Book Award, e ha vinto nel 1999 il William Carlos Williams Award, il PEN Center West Poetry Award, il Kingsley Tufts Poetry Award, e il California Book Award.
Più recentemente, nel 2008 la vincitrice, con Slamming Open the Door, di Kathleen Sheeder Bonanno, il The New York Times Sunday Book ha scritto una recensione a suo merito in più la Bonanno è stata intervistata dall'NPR's Fresh Air di Terri Gross.

## Albo d'oro
| Anno | Autore                   | Titolo                                                |
| ---- | ------------------------ | ----------------------------------------------------- |
| 2024 | R. A. Villanueva         | A Holy Dread                                          |
| 2023 | Esther Lin               | Cold Thief Place                                      |
| 2022 | Willie Lee Kinard III    | Orders of Service                                     |
| 2021 | Ina Cariño               | FEAST                                                 |
| 2020 | Aldo Amparán             | Brother Sleep                                         |
| 2019 | Rosebud Ben-Oni          | If This is the Age We End Discovery                   |
| 2018 | Amy Woolard              | Neck of the Woods                                     |
| 2017 | Mia Malhotra             | When I See You Again It Will Be With a Different Face |
| 2016 | Anna Rose Welch          | Noah's Woods                                          |
| 2015 | Elizabeth Lyons          | The Blessing of Dark Water                            |
| 2014 | Richie Hofmann           | Second Empire                                         |
| 2013 | Philip Metres            | Sand Opera                                            |
| 2012 | Jamaal May               | Hum                                                   |
| 2011 | Jane Springer            | Murder Ballad                                         |
| 2010 | Lesle Lewis              | Lie down too                                          |
| 2009 | Reginald Dwayne Betts    | Shahid Reads His Own Palm                             |
| 2008 | Kathleen Sheeder Bonanno | Slamming Open the Door                                |
| 2007 | Lia Purpura              | King Baby                                             |
| 2006 | Henrietta Goodman        | Take What You Want                                    |
| 2005 | Brian Turner             | Here, Bullet                                          |
| 2004 | Dobby Gibson             | Polar                                                 |
| 2003 | Catherine Barnett        | Into Perfect Spheres Such Holes Are Pierced           |
| 2002 | Mary Szybist             | Granted                                               |
| 2001 | Liz Waldner              | Self and Simulacra                                    |
| 2000 | Claudia Keelan           | Utopic                                                |
| 1999 | Amy Newman               | Camera Lyrica                                         |
| 1998 | Laura Kasischke          | Fire and Flower                                       |
| 1997 | B.H. Fairchild           | The Art of the Lathe                                  |
| 1996 | Cynthia Huntington       | We Have Gone to the Beach                             |
| 1995 | Forrest Hamer            | Call & Response                                       |
| 1994 | Richard McCann           | Ghost Letters                                         |
| 1993 | premio non assegnato     |                                                       |
| 1992 | Alice Jones              | The Knot                                              |
| 1991 | premio non assegnato     |                                                       |
| 1990 | premio non assegnato     |                                                       |
| 1989 | premio non assegnato     |                                                       |
| 1988 | Jean Valentine           | Home Deep Blue                                        |
| 1987 | Laurel Trivelpiece       | Blue Holes                                            |
| 1986 | Linnea Johnson           | The Chicago Home                                      |